# Казоти ди Мориоло (Пиза)
Казоти ди Мориоло је насеље у Италији у округу Пиза, региону Тоскана.
Према процени из 2011. у насељу је живело 40 становника. Насеље се налази на надморској висини од 102 м.